# Адем
Адем Ільхан, відомий мононімічно як Адем — британський музикант, колишній учасник построкового гурту Fridge та сольний виконавець.
Англієць Адем Ільхан розпочав музичну кар'єру в гурті Fridge разом з Кіраном Гебденом та Семом Джеферсоном. Він був сином піаніста, але грав на бас-гітарі. У Fridge він записав чотири альбоми, останнім з яких став Happiness (2001 року), після чого гурт розпався. Кіран Гебден заснував колектив Four Tet, а Адем Ільхан розпочав сольну кар'єру під мононімом Адем.
2004 року на лейблі Domino вийшов дебютний альбом Адема Homesongs, записаний музикантом у власній квартирі у Лондоні. Адем самостійно виконав всі партії, використовуючи багато незвичних інструментів. Платівку порівнювали із творчістю британського фолк-виконавця Ніка Дрейка. 2005 року на Domino вийшов другий альбом Адема Love and Other Planets.